# Merike Blofield
Merike Blofield (24 de abril de 1972 en Finlandia) es politóloga y experta en América Latina en el German Institute for Global and Area Studies (GIGA), Hamburgo, Alemania. Es la actual directora del GIGA Insititute for Latin American Studies y profesora en la Universidad de Hamburgo. 

## Trayectoria
Merike Blofield es orginaria de Finlandia. Ha estudiado y trabajado en Canadá, Chile, Brasil, Argentina, Estados Unidos y Alemania. En 2003 obtuvo su título de doctorado de la Universidad de Carolina del Norte en Chapel Hill. En 2006 empezó a enseñar en la Universidad de Miami como profesora adjunta y desde 2010 como catedrática. Más adelante fue directora del programa para estudios de mujeres y de género en la misma universidad. En 2011/2012 fue profesora visitante en el Instituto de Ensino e Pesquisa (INSPER), São Paulo. Desde enero de 2020 es directora del GIGA Insititute of Latin American Studies y profesora de ciencias políticas en la Universidad de Hamburgo.

## Campos de investigación
La investigación de Blofield se enfoca en las desigualdades socioeconómicas, las cuestiones de género y la política social y laboral con un enfoque regional en América Latina. Describió su trabajo como investigar sobre los mecanismos de discriminación social  y de los enfoques para superarla.
En su tesis doctoral, Blofield escribió sobre las políticas de aborto y de divorcio, basándose en una investigación empírica comparativa en Chile, España y Argentina. La investigación demostró que la legalización del aborto en buena medida depende de la desigualdad en la distribución de ingresos: Mientras que en los países católicos con menor desigualdad, como España, Italia o Portugal, las mujeres se muestran solidarias sin importar el grupo socioeconómico al que pertenezcan, en los países de América Latina las mujeres con ingresos elevados viven una realidad diferente con una gran distancia de los más pobres. A pesar de que los abortos son ilegales, las mujeres con mayor ingreso tienen acceso a ellos, por ejemplo con médicos especiales o en el extranjero. Esto ha llevado a una falta de solidaridad entre las clases sociales y poca presión política para su legalización.
En otras investigaciones Blofield ha explorado varios aspectos de las desigualdades sociales y de las condiciones políticas de redistribución y programas sociales. También ha trabajado temas como la igualdad de género, cambios en los modelos familiares y los desafíos para el desarrollo de políticas públicas que resultan de estos cambios. Además ha investigado sobre las situaciones sociales y políticas de las trabajadoras domésticas en América Latina. Recientemente ha escrito sobre las consecuencias de la crisis de Covid-19 para América Latina, así como sobre los programas de política social para amortiguar la crisis. 
Frecuentemente Blofield es entrevistada como experta sobre sus temas de trabajo en medios internacionales.

## Publicaciones

### Libros
- Care Work and Class: Domestic Workers' Struggle for Equal Rights in Latin America. Penn State University Press, 2012. ISBN 0415977754
- The Politics of Moral Sin: Abortion and Divorce in Spain, Chile, and Argentina. New York: Routledge, 2006.

### Artículos
- Moving Away From Maternalism: Parental Leave Policies in Latin America (with Michael Touchton), Comparative Politics, 2020.
- Assessing the Political and Social Impact of the COVID-19 Crisis in Latin America (with Bert Hoffmann and Mariana Llanos); GIGA Focus Latin America | Number 3 | April 2020 (Open access Archivado el 29 de julio de 2020 en Wayback Machine.).
- The Politics of Social Policies in Latin America. Latin American Research Review, 54(4), 2019, 1056–1064. DOI: http://doi.org/10.25222/larr.817
- Care Work and the Struggles of Care Workers in Latin America (with: Merita Jokela). Current Sociology, 66(4), 2018, 531–546.
- The Reactive Left: Gender Equality and the Pink Tide in Latin America. Social Politics, 24 (4), 2017, 345–369.
- The Left Turn and Abortion Politics in Latin America (with Christina Ewig). Social Politics, 24, 2017, 4, 481–510.
- Maternalism, co-responsibility, and social equity: A typology of work-family policies (with Juliana Martínez Franzoni). Social Politics, Vol. 22, No. 1., 2015, pp. 38–59. (Access to Document 10.1093/sp/jxu015)
- Work, family and public policy changes in latin america: equity, maternalism and co-responsibility, CEPAL Review, vol. 2014/114, https://doi.org/10.18356/1f42dd52-en.
- Feudal Enclaves and Political Reforms: Domestic Workers in Latin America. Latin American Research Review, vol. 44 no. 1, 2009, p. 158–190.
- Women's Choices in Comparative Perspective: Abortion Policies in Late-Developing Catholic Countries. Comparative Politics, vol. 40, no. 4, 2008, pp. 399–419.
- Defining a Democracy: Reforming the Laws on Women's Rights in Chile, 1990–2002.” (with Liesl Haas). Latin American Politics and Society, vol. 47, no. 3, 2005, pp. 35–68.